# 에우도로스
에우도로스(고대 그리스어: Εὔδωρος)는 그리스 신화에서 헤르메스와 폴뤼멜레의 아들이다. 호메로스의 일리아스에 따르면 그는 아킬레우스가 지휘한 뮈르미돈 부대의 5명의 지휘관중에 두 번째 장교였다.
그의 어머니 폴뤼멜레는 퓔라스의 딸로 아르테미스의 축제 때 춤을 잘 추었는데 헤르메스의 눈에 띄어 동침하였고 에우도로스를 낳았다. 폴뤼멜레는 악토르의 아들 에케클레오스와 결혼했는데 외할아버지 퓔라스가 에우도로스를 길렀다. 그는 달리기를 잘했고 잘 싸웠다. (일리아스, 제16권.)